# Jack Standen
Jack Standen   (Camperdown, 20 de febrer de 1909 - Birrong, 29 d'octubre de 1973) va ser un ciclista australià que competí en pista. Va participar en els Jocs Olímpics d'Estiu de 1928 i va guanyar una medalla de bronze als Campionats del Món de 1928 en velocitat individual amateur.
S'havia iniciat en el ciclisme el 1927, guanyant els títols d'aficionats de Nova Gal·les del Sud d'una milla i cinc milles. El gener de 1929 es va convertir en professional.

## Palmarès
- 1932
  - 1r als Sis dies de Brisbane (amb Richard Lamb)[5]